# Michael Muhammad Knight

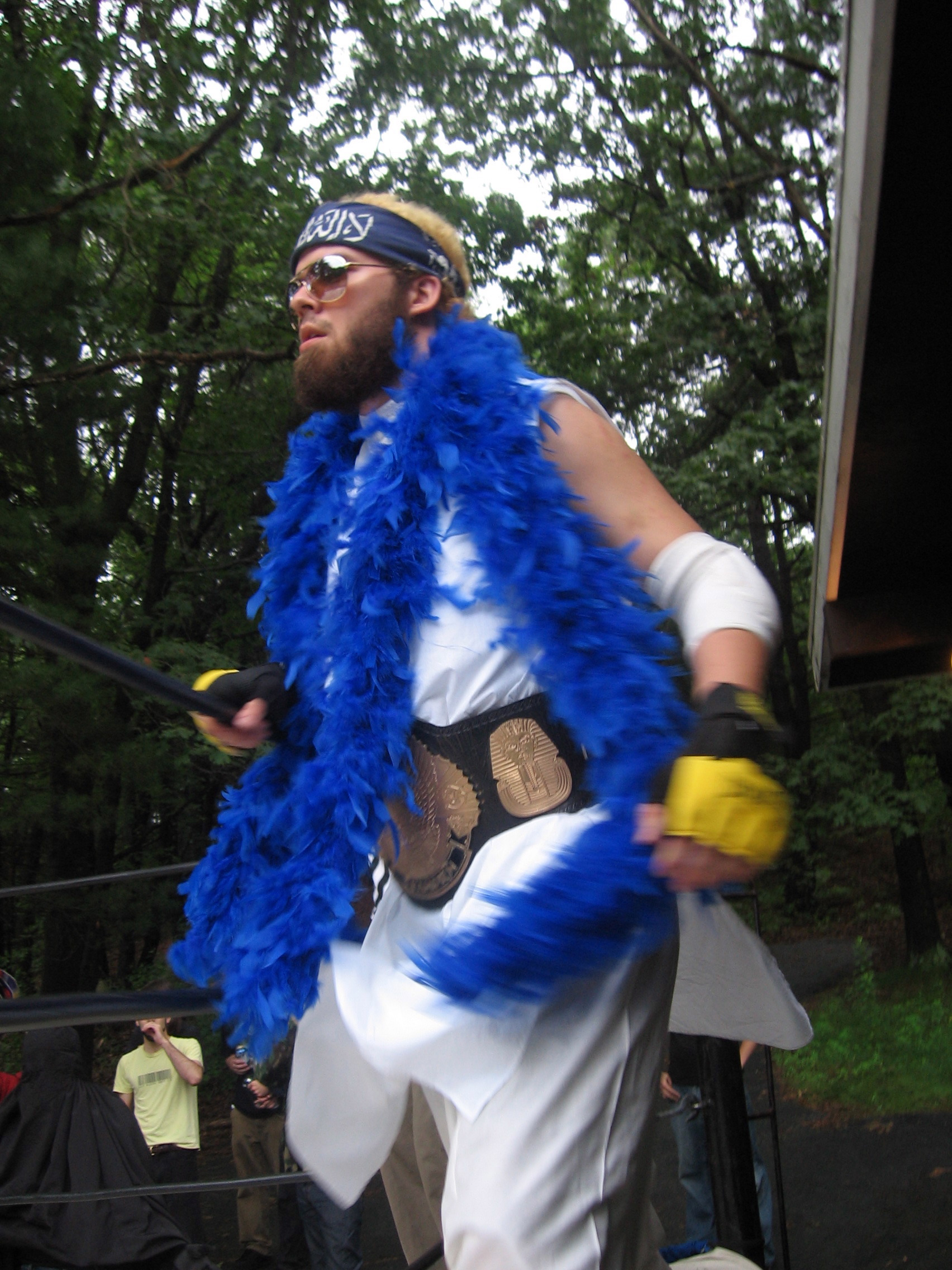
Michael Muhammad Knight

Michael Muhammad Knight (* 24. September 1977) ist ein US-amerikanischer Islam-Konvertit und Romanautor, Essayist und Journalist, dessen Texte insbesondere bei jüngeren Muslimen in den USA populär sind. Er zeigt darin auf provokative Weise die Vielfalt modernen muslimischen Lebens und knüpft dabei an die Gonzo-Literatur an.

## Leben
Knight wuchs in Geneva, New York, bei seiner alleinerziehenden katholischen Mutter auf, die seinen Vater, Wesley Unger, wegen häuslicher Gewalt verlassen hatte, als Michael zwei Jahre alt war. Mit dem Islam kam Knight zum ersten Mal im Alter von 13 Jahren in Berührung, als er durch Texte der Hip-Hop-Band Public Enemy auf Malcolm X aufmerksam wurde, dessen von Alex Haley verfasste Biografie las und daraufhin begann, sich intensiv mit dem Islam zu beschäftigen. Mit 15 Jahren konvertierte Knight zum Islam. Als er 17 Jahre alt war, reiste er nach Pakistan, um an der Faisal-Moschee in Islamabad den Islam zu studieren. Nach eigenen Angaben hätte er sich zu diesem Zeitpunkt beinahe am Tschetschenienkrieg beteiligt und gegen Russland gekämpft. 
Michael Muhammad Knight ist seit 2009 verheiratet. 2011 absolvierte er seinen Masterabschluss an der Harvard University. Zurzeit ist er Doktorand an der University of North Carolina at Chapel Hill im Gebiet der Islamwissenschaft.

## Veröffentlichungen
Knights Roman The Taqwacores erschien 2004 in den USA und wurde 2012 ins Deutsche übersetzt und unter dem Titel Taqwacore verlegt. Der Titel ist eine Zusammensetzung aus Taqwa (arabisch تقوى, DMG taqwā), Gottesehrfurcht oder auch Demut gegenüber Allah, und -core analog zu diversen vom Hardcore-Punk beeinflussten Musikgenres. Der Roman handelt von einer Punk-WG in Buffalo, deren Bewohner zwar Muslime sind, sich aber kritisch mit ihrer Religion auseinandersetzen und regelmäßig gegen deren Regeln verstoßen, indem sie Alkohol trinken, Drogen nehmen und sexuelle Exzesse suchen.
Knight arbeitete als Reisejournalist für die englischsprachige Website Muslim Wake Up!, daraus ging die Reisereportage Blue-Eyed Devil: A Road Odyssey Through Islamic America hervor. Für dieses Buch legte Knight in 60 Tagen 20.000 Kilometer in einem Greyhoundbus zurück, um den „wahren amerikanischen Islam“ zu ergründen. Knight versuchte, die Identität von W.D. Fard, dem geheimnisvollen Gründer der Nation of Islam, aufzudecken, traf und interviewte unterwegs verschiedene bekannte Vertreter des Islams in den USA. Auch The Five Percenters und Why I am a Five Percenter (2011) handeln von einer Abspaltung der Nation of Islam. 
2009 knüpfte Knight an Taqwacore an. In seinem Roman Osama van Halen nehmen die WG-Bewohner Amazing Ayyub und Rabeya den Schauspieler Matt Damon als Geisel und versuchen, Hollywood zu einer freundlicheren Darstellung des Islams im Film zu zwingen. Amazing Ayyub begegnet in dem Roman Zombies, aber auch Knight selbst, der als Figur der fiktiven Handlung in Erscheinung tritt. 
In seinen ebenfalls 2009 veröffentlichten Memoiren The Impossible Man beschreibt Knight seine Kindheit und Jugend und erklärt seine Entscheidung Muslim zu werden. In dem Buch Journey to the End of Islam geht es um Knights Aufenthalte in Pakistan, Syrien und Ägypten und eine Pilgerreise nach Mekka.
2012 veröffentlichte Knight William S. Burroughs vs. the Qur'an und Tripping with Allah: Islam, Drugs, and Writing.
2015 erschien Why I am a Salafi. bei Soft Skull Press in Berkeley (CA).

## Rezeption
Michael Muhammad Knight ist ein unter Muslimen umstrittener Autor. Er wurde unter anderem heftig kritisiert für seine Teilnahme an von Frauen geleiteten Gebeten und für seine provokativen Texte und seinen mangelnden Respekt gegenüber führenden Persönlichkeiten der amerikanischen islamischen Community, wie beispielsweise Imam Siraj Wahhaj und Cat Stevens. 

Das Nachrichtenmagazin Der Spiegel schrieb, Knight beschere dem Publikum den Aha-Moment, den man möglichst vielen Menschen wünscht: 

„«Den» Islam gibt es nicht. Es gibt so viele Arten, Muslim zu sein, wie es Kopftuchmoden auf der Istiklal Caddesi, der Haupteinkaufsstraße in Istanbul, gibt. Und dazu gehört eben auch, keins zu tragen.“

Die britische Zeitung The Guardian beschreibt ihn als den Hunter S. Thompson der islamischen Literatur.